# ناحیه یورک، شهرستان دوپیج، ایلینوی
ناحیه یورک (به انگلیسی: York Township) یک منطقهٔ مسکونی در ایالات متحده آمریکا است که در شهرستان دوپیج، ایلینوی واقع شده‌است. ناحیه یورک ۲۱۷ متر بالاتر از سطح دریا واقع شده‌است.